# موروفداغ
موروفداغ أو مارف  هي أعلى سلسلة جبلية في القوقاز الصغرى، جبل جاميش هو أعلى قمة في السلسلة بارتفاع 3724 متر.